# Alexander Merensky

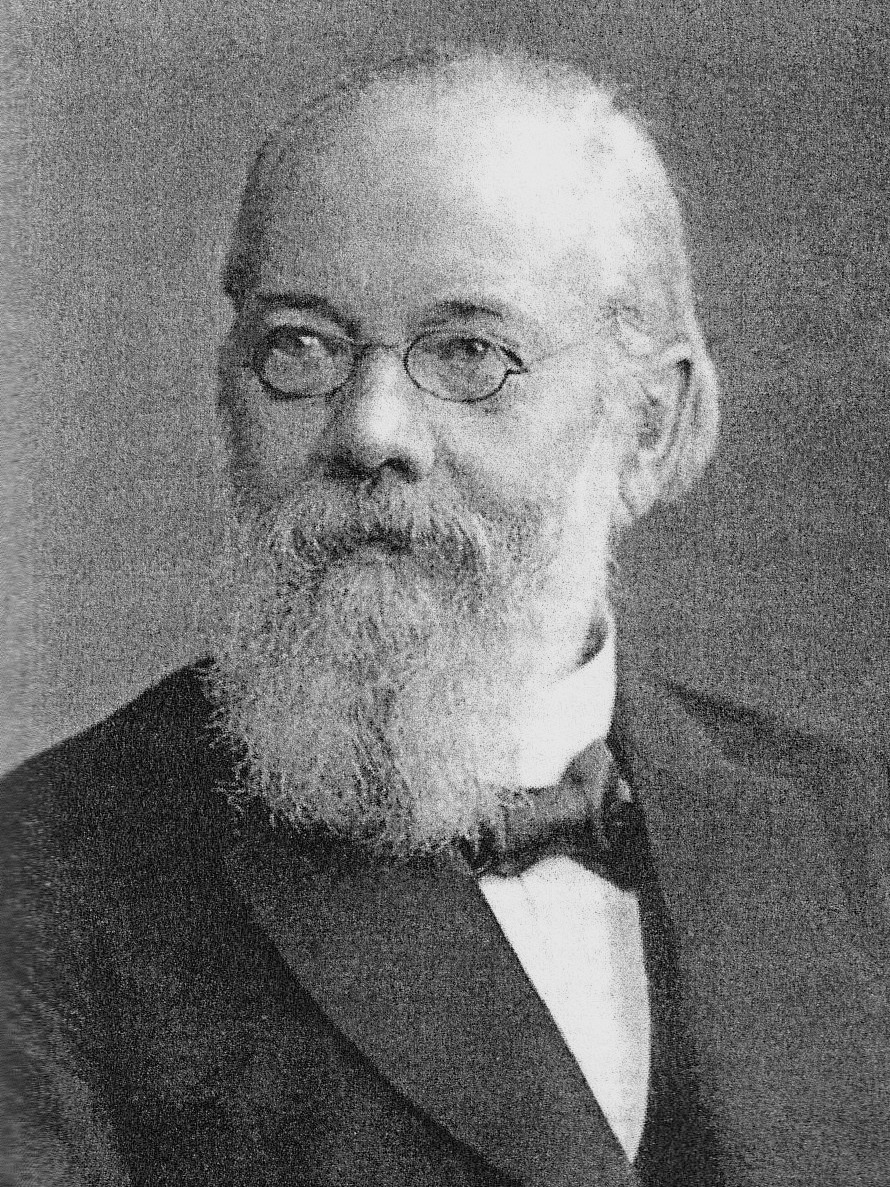
Alexander Merensky, ca. 1905

Alexander Anton Bernhard Merensky (* 8. Juni 1837 in Oberförsterei Panten (seit 1945 Pątnów Legnicki), Landkreis Liegnitz, Provinz Schlesien; † 22. Mai 1918 in Charlottenburg) war ein deutscher evangelischer Missionar und Kolonialpropagandist, der seit 1859 im Auftrag der Berliner Missionsgesellschaft in Südafrika (Transvaal) und in der Folge für Kolonialinteressen des Deutschen Kaiserreichs tätig war.

## Leben
Früh verwaist, wuchs Alexander bei Verwandten auf. 1855 trat er in das Missionshaus in Berlin ein, um sich zum Missionar ausbilden zu lassen. Die Aussendung erfolgte am 23. November 1858. Zusammen mit Karl-Heinrich Theodor Grützner reiste er von Amsterdam per Segelschiff nach Kapstadt und weiter nach Natal.
Am 14. August 1860 gründete er mit Missionar Grützner in der Nähe von Lydenburg die Missionsstation Gerlachshoop. Dort wurde Merensky am 11. Januar 1861 ordiniert. Eine weitere Missionsstation, Kchalathlolu, wurde im August 1861 eingeweiht. Am 15. Oktober 1863 heiratete Merensky Marie Liers aus Breslau. Sie wohnten zusammen sieben Monate (bis Mai 1864) in Kchalatlolu. Mit Erlaubnis der Bapedi gründeten sie etwa 15 km von der Hauptstadt die Missionsstation Ga-Ratau. Im Mai 1864 wurde diese Station eingeweiht.
Aus der Ehe mit Marie Liers gingen sieben Kinder hervor, als viertes Kind Hans Merensky.
Der Bapedi-Herrscher Sekhukhune vertrieb Merensky aus der Mission, weil er in ihm eine Bedrohung seiner Herrschaft sah und ihn der Zusammenarbeit mit den Buren bezichtigte. Merensky erwarb aus eigenen Mitteln im Januar 1865 eine Farm im Distrikt Middelburg in der Transvaal-Republik. Zusammen mit Missionar Grützner gründete er hier am 8. Januar 1865 die Missionsstation Botshabelo – ein Nord-Sotho-Wort für „Zuflucht“. 1869 wurden hier eine Schmiede, eine Wagenbau-Werkstatt, eine Buchbinderei und eine Mühle errichtet. 1873 hatte die Station 1315 Einwohner. Viele der Dorfbewohner lernten einen Handwerksberuf. Zum Schutz der Anlage ließ er einen Festungsbau errichten, das Fort Wilhelm, benannt nach dem deutschen Kaiser. Im Selbstverlag brachte er 1875 die Original map of the Transvaal or South-African Republic im Maßstab von 1:1.850.000 heraus, zu deren Erstellung er neben eigenen Forschungsergebnissen auch solche Informationen verwertet hat, die von den Forschungsreisenden Karl Mauch, Thomas Baines, Eduard Mohr und anderen geliefert worden sind.
Die Transvaal-Republik wurde 1877 von den Briten annektiert und Sir Wolseley machte Botshabelo zu seinem Hauptquartier in Transvaal. Im Ersten Burenkrieg 1881 war Merensky Stabsarzt der Burentruppen. Er war bei den Kämpfen um Laingsnek, Skuinshoogte und in der Schlacht am Majuba Hill dabei und beschrieb von seinem Posten im Veldhospital das Geschehen, das er aus der Ferne mit einem Fernrohr beobachtete. Nach Kriegsende misstrauten ihm sowohl Briten als auch Buren, und Merensky entschied sich, sein Amt in Südafrika niederzulegen und mit seiner Familie nach Deutschland zurückzukehren. 1883 wurde er zum Inspektor der Berliner Mission ernannt. In Deutschland zeigte er großes Interesse für den Erwerb deutscher Kolonien und wurde Mitglied der Gesellschaft für deutsche Kolonisation (GfdK) von Carl Peters. Merensky war Initiator einer geplanten Expedition zum Landerwerb im Hinterland von Moçâmedes im heutigen Angola. Diese sollte als englische Jagdreise getarnt eine deutsche Kolonie vorbereiten. Das Auswärtige Amt teilte der GfdK aber mit, dass das Gebiet Teil der portugiesischen Interessensphäre sei und daher keine Unterstützung gewährt werde. Daraufhin wurde die Expedition noch vor Aufbruch ihrer Mitglieder abgebrochen. Er schrieb auch Beiträge für die Deutsche Kolonialzeitung. Im Jahr 1880 wurde er zum Mitglied der Leopoldina gewählt.
Alexander Merensky gewann eine 1885 veröffentlichte Ausschreibung der Deutsch-Ostafrikanischen Gesellschaft (Berlin) über die Frage der Arbeitskraftnutzung indigener Einwohner, in der er Vorschläge mittels Besteuerung und abhängiger Lohnarbeit – ähnliche Ansätze wie bei dem erst 1894 in der Kapkolonie erlassenen Glen Grey Act – verfolgte. Seine Preisschrift wird als Schlüsselwerk „zur kolonialen Arbeitserziehung“ angesehen. Später publizierte er seine diesbezüglichen Ansichten in einer 1912 verlegten Schrift unter demselben Titel, die bereits die Ausschreibung trug: „Wie erzieht man am besten den Neger zur Plantagenarbeit?“
1890 unternahm er eine Reise zum Nordende des Njassa-Sees (heute Malawisee in Malawi) in das Kondeland. Dort gründete er zwei weitere Missionsstationen, Wangemannshöhe und Manow. Später veröffentlichte er eine Landkarte von diesem Gebiet. Auf seiner Rückreise nach Deutschland besuchte er nochmal Botshabelo.
In Deutschland verliehen ihm die Universitäten Berlin und Heidelberg für seine wissenschaftliche Publikationen Ehrendoktortitel. Anlässlich seines 50-jährigen Jubiläums im Dienste der Mission wurde ihm am 23. November 1908 der Königlich Preußische Kronenorden 3. Klasse überreicht. Merensky, der mit Ablauf des Jahres 1908 in den Ruhestand getreten war, starb in Charlottenburg und wurde auf dem Kaiser-Wilhelm-Gedächtnis-Friedhof begraben.
In der Nähe von Middelburg wird heute im Museumsdorf Botshabelo die Kultur der Ndebele gepflegt und der Öffentlichkeit nahegebracht.

## Sonstiges
Wie in der Presse mitgeteilt wurde, rettete Merensky in Berlin im Juni 1885 einen Jungen, der bei der Albrechtshofbrücke (heute Herkulesbrücke) in den Landwehrkanal gefallen war, „mit eigener Lebensgefahr“ vor dem Ertrinken, indem er kurzentschlossen ins Wasser sprang und den Jungen ans rettende Ufer brachte.

## Werke (Auswahl)
- Ein Besuch in den südafrikanischen Diamantenfeldern. In: Daheim. Ein deutsches Familienblatt mit Illustrationen. Jg. 7. Nr. 42 vom 15. Juli 1871, S. 668–670 (online bei Österreichische Nationalbibliothek).
- Beiträge zur Kenntniß Süd-Afrikas, geographischen, ethnographischen und historischen Inhalts. Verlag des Missionhauses, Berlin 1875 (online bei Google Books).
- Wie erzieht man am besten den Neger zur Plantagen-Arbeit? Walther & Apolant, Berlin 1886, 39 S. (online bei Kolonialbibliothek der Universitätsbibliothek Frankfurt).
- Wie erzieht man am besten den Neger zur Plantagen-Arbeit?: und, welche Ziele müssen wir verfolgen, um unsere Kolonien für Deutschlands Handel und Industrie allgemein nutzbar und segensreich zu gestalten? Walther & Apolant, Berlin 1887, 46 S. (Digitalisat).
- Erinnerungen aus dem Missionsleben in Südost-Afrika (Transvaal) 1859–1882. 1. Auflage, Velhagen & Klasing, Bielefeld und Leipzig 1888 (online bei sammlungen.ulb.uni-muenster.de; – online bei Google Books).
  - Erinnerungen aus dem Missionsleben in Transvaal 1859–1882. 2. durchges. und verm. Auflage, Berliner Evangelische Missionsgesellschaft, Berlin 1899.
  - Erinnerungen aus dem Missionsleben in Transvaal (Südafrika) 1859 bis 1882 neu herausgegeben und eingeleitet von Ulrich van der Heyden, Edition Ost, Berlin 1996.[12]
  - Eine Untersuchungsreise in Transvaal (Textauszug aus der 1. Auflage mit einer Kurzbiografie). In: Von Grönland bis Lambarene. Reisebeschreibungen christlicher Missionare aus drei Jahrhunderten. Hrsg. von Johannes Paul. Evangelische Verlagsanstalt, Berlin 1952, S. 114–128 = Kreuz-Verlag, Stuttgart 1958, S. 111–126.
- Was lehren uns die Erfahrungen, welche andere Völker bei Kolonisationsversuchen in Afrika gemacht haben? Matthies, Berlin 1890.
- Wörterverzeichnis zum Gebrauch bei Bearbeitung afrikanischer Sprachen. Berliner Evangelische Missionsgesellschaft, Berlin 1891 (online bei Google Books).
- Deutsche Arbeit am Njaßa, Deutsch-Ostafrika (Außentitel: Deutsche Arbeit am Njassa, Deutsch-Ost-Afrika). Berliner Evangelische Missionsgesellschaft, Berlin 1894 (online bei Google Books; – online bei Kolonialbibliothek der Universitätsbibliothek Frankfurt).
- Mohammedanismus und Christentum im Kampfe um die Negerländer Afrikas. In: Allgemeine Missions-Zeitschrift 21 (1894), S. 145–162 (online bei digitalisate.sub.uni-hamburg.de); Separatdruck bei Berliner Evangelische Missionsgesellschaft, Berlin [1894] (online bei HathiTrust).
- Missionsatlas der evangelischen Missionsgesellschaft. Berliner Evangelische Missionsgesellschaft, Berlin 1900.[13]
- Die Stellung der Mission zum Volkstum der Heidenvölker. Berliner Evangelische Missionsgesellschaft, Berlin [1900].
- Statistische Angaben über den Stand des gesamten evangelischen Missionswerkes an der Jahrhundert-Wende. Berliner Evangelische Missionsgesellschaft, Berlin 1902.
- Die Arbeit der deutschen Missionen (= Beiträge zur Missionskunde. Bd. 11). Berliner Evangelische Missionsgesellschaft, Berlin 1905.
- Denkschrift über den wirtschaftlichen Wert des Südens von Deutsch-Südwestafrika und die Notwendigkeit des Baues einer Eisenbahn bis Keetmanshoop. Anhang in: Johannes Semler: Meine Beobachtungen in Süd-West-Afrika. Tagebuchnotizen und Schlußfolgerungen. Hermanns Erben, Hamburg 1906.
- Wie erzieht man am besten den Neger zur Plantagen-Arbeit? Süsserott, Berlin 1912 (= Koloniale Abhandlungen. Bd. 64/65, 30 S.).